# Matej Tóth
Matej Tóth (Nitra, 17 februari 1983) is een Slowaakse snelwandelaar. Hij nam viermaal deel aan de Olympische Spelen. Zijn grootste prestaties behaalde hij op het onderdeel 50 km snelwandelen. Hij werd in 2015 wereldkampioen en in 2016 olympisch kampioen in deze discipline.
Tóth is aangesloten bij Dukla Banská Bystrica.

## Titels
- Olympisch kampioen 50 km snelwandelen - 2016
- Wereldkampioen 50 km snelwandelen - 2015
- Slowaaks kampioen 20 km snelwandelen - 2003, 2006, 2007, 2021
- Slowaaks kampioen 50 km snelwandelen - 2018
- Slowaaks indoorkampioen 5000 m snelwandelen - 2014

## Persoonlijke records
Baan
| Onderdeel             | Prestatie | Datum            | Plaats            |
| --------------------- | --------- | ---------------- | ----------------- |
| 3000 m snelwandelen   | 11.03,96  | 21 augustus 2013 | Dubnica nad Váhom |
| 5000 m snelwandelen   | 18.54,39  | 11 juni 2011     | Banská Bystrica   |
| 10.000 m snelwandelen | 39.24,8   | 29 april 2011    | Banská Bystrica   |
| 20.000 m snelwandelen | 1:23.52,5 | 11 maart 2006    | Nitra             |

Weg
| Onderdeel          | Prestatie    | Datum             | Plaats  |
| ------------------ | ------------ | ----------------- | ------- |
| 5 km snelwandelen  | 19.04        | 4 oktober 2013    | Nitra   |
| 10 km snelwandelen | 39.07        | 18 september 2010 | Peking  |
| 20 km snelwandelen | 1:19.48      | 22 maart 2014     | Dudince |
| 30 km snelwandelen | 2:12.46      | 10 september 2006 | Chiasso |
| 35 km snelwandelen | 2:34.49      | 11 augustus 2012  | Londen  |
| 50 km snelwandelen | 3:34.38 (NR) | 21 maart 2015     | Dudince |

Indoor
| Onderdeel           | Prestatie     | Datum            | Plaats |
| ------------------- | ------------- | ---------------- | ------ |
| 3000 m snelwandelen | 10.57,32 (NR) | 12 februari 2011 | Wenen  |
| 5000 m snelwandelen | 18.34,56      | 11 februari 2012 | Wenen  |

## Palmares

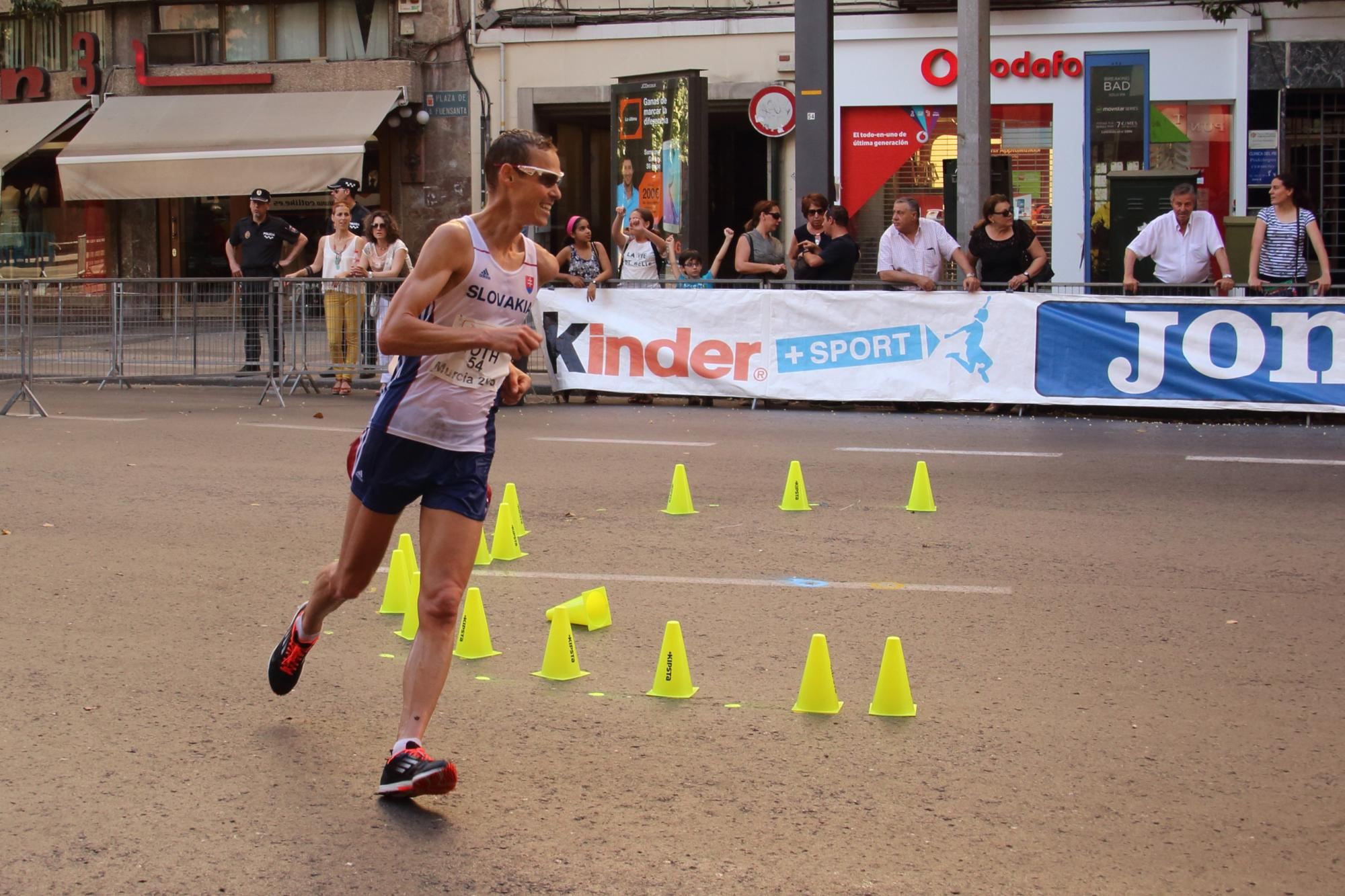
In 2015 bij de Europacup in Murcia

### 10.000 m snelwandelen
- 1999: 8e WK U18 - 46.49,33
- 2002: 16e WK U20 - 45.05,02

### 20 km snelwandelen
- 2004: 54e Wereldbeker - 1:26.59
- 2004: 32e OS - 1:28.49
- 2005: 21e WK - 1:23.55
- 2006: 46e Wereldbeker - 1:26.30
- 2007: 14e WK - 1:25.57
- 2008: 17e Wereldbeker - 1:21.24
- 2008: 26e OS - 1:23.17
- 2009: 8e WK - 1:21.13
- 2010: 7e EK - 1:22.20[1]
- 2011: 11e WK - 1:22.55
- 2014:  EK - 3:36.21
- 2014: 28e Wereldbeker - 1:21.33

### 50 km snelwandelen
- 2009: 9e WK - 3:48.35
- 2010:  Wereldbeker - 3:53.30
- 2011: DNF WK
- 2012: 8e OS - 3:41.24[2]
- 2013: 5e WK - 3:41.07
- 2015:  WK - 3:40.32
- 2016:  OS - 3:40.58

1932: Thomas Green ·
1936: Harold Whitlock ·
1948: John Ljunggren ·
1952: Pino Dordoni ·
1956: Norman Read ·
1960: Don Thompson ·
1964: Abdon Pamich ·
1968: Christoph Höhne ·
1972: Bernd Kannenberg ·
1980: Hartwig Gauder ·
1984: Raúl González ·
1988: Vjatsjeslav Ivanenko ·
1992: Andrej Perlov ·
1996: Robert Korzeniowski ·
2000: Robert Korzeniowski ·
2004: Robert Korzeniowski ·
2008: Alex Schwazer ·
2012: Jared Tallent ·
2016: Matej Tóth ·
2020: Dawid Tomala
1976 Veniamin Soldatenko ·
1983: Ronald Weigel ·
1987: Hartwig Gauder ·
1991: Aleksandr Potasjov ·
1993: Jesús Ángel García ·
1995: Valentin Kononen ·
1997: Robert Korzeniowski ·
1999: Ivano Brugnetti ·
2001: Robert Korzeniowski ·
2003: Robert Korzeniowski ·
2005: Sergej Kirdjapkin ·
2007: Nathan Deakes ·
2009: Sergej Kirdjapkin ·
2011: Sergej Bakoelin ·
2013: Robert Heffernan ·
2015: Matej Tóth ·
2017: Yohann Diniz ·
2019: Yusuke Suzuki
- Gemeinsame Normdatei: 1183971141
- World Athletics: 14227241
- Nationale Bibliotheek van Tsjechië: jo20191029546
- Virtual International Authority File: 3450155466470502160003